# Dürrenäsch

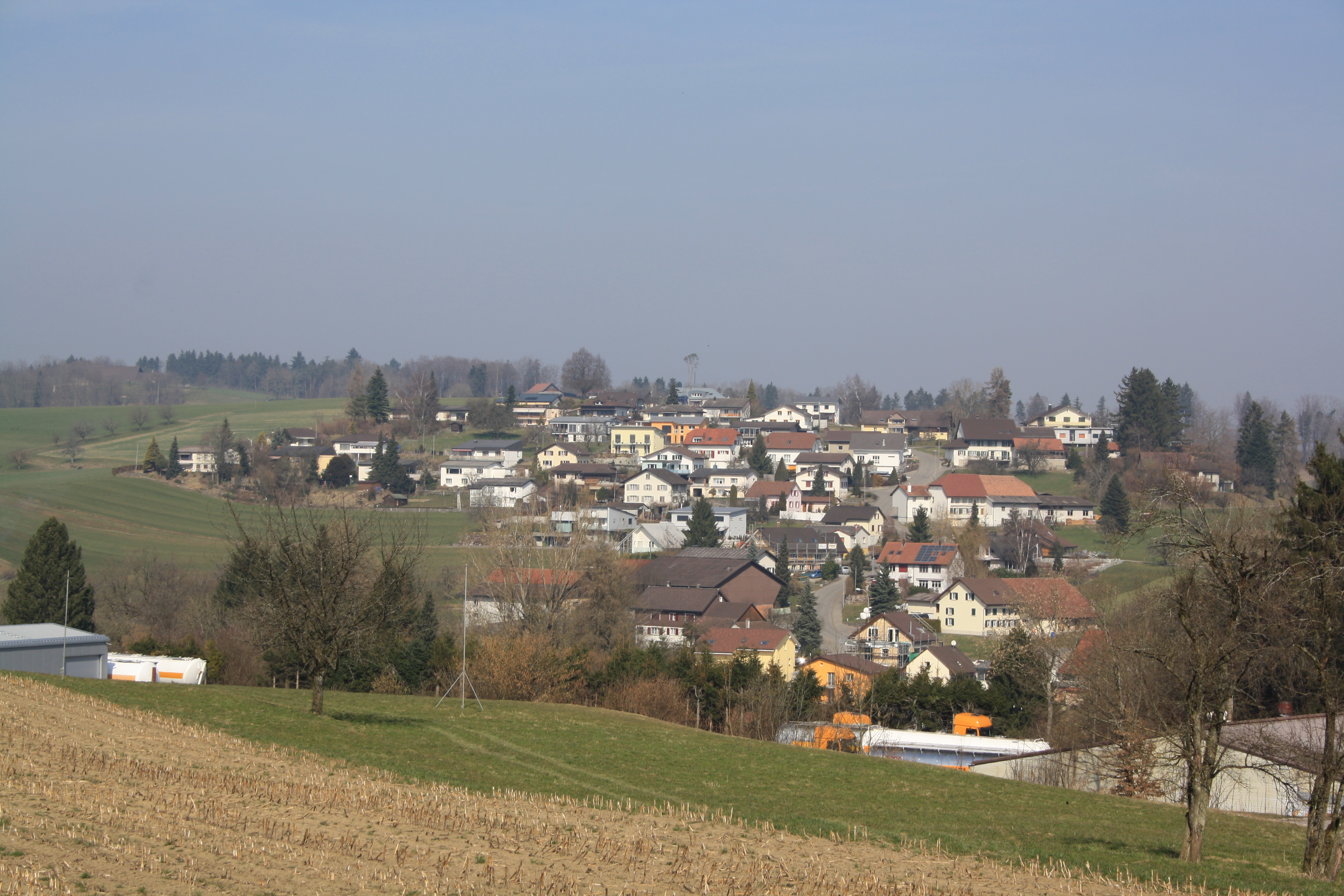

Dürrenäsch est une commune suisse du canton d'Argovie, située dans le district de Kulm.
Cette ville est celle du lieu où le vol SR306 de la Swissair s'écrase le 4 septembre 1963. Ce crash est tristement célèbre pour avoir fait 43 victimes originaires de Humlikon (217 habitants en 1963), mettant la ville et ses enfants dans une situation difficile.

Vue aérienne (1964).